# Slobodan Gordić
Slobodan Gordić (in serbo Слободaн Гордић?; Čačak, 28 settembre 1937) è un ex cestista jugoslavo.

## Carriera
Con la Jugoslavia ha disputato due edizioni dei Giochi olimpici (Roma 1960, Tokyo 1964), i Campionati mondiali del 1963 e quattro edizioni dei Campionati europei (1959, 1961, 1963, 1965).

## Palmarès
- YUBA liga: 4

OKK Belgrado: 1958, 1960, 1963, 1964
- Coppa di Jugoslavia: 2

OKK Belgrado: 1960, 1962